# ملوك طوائف الإسكندر

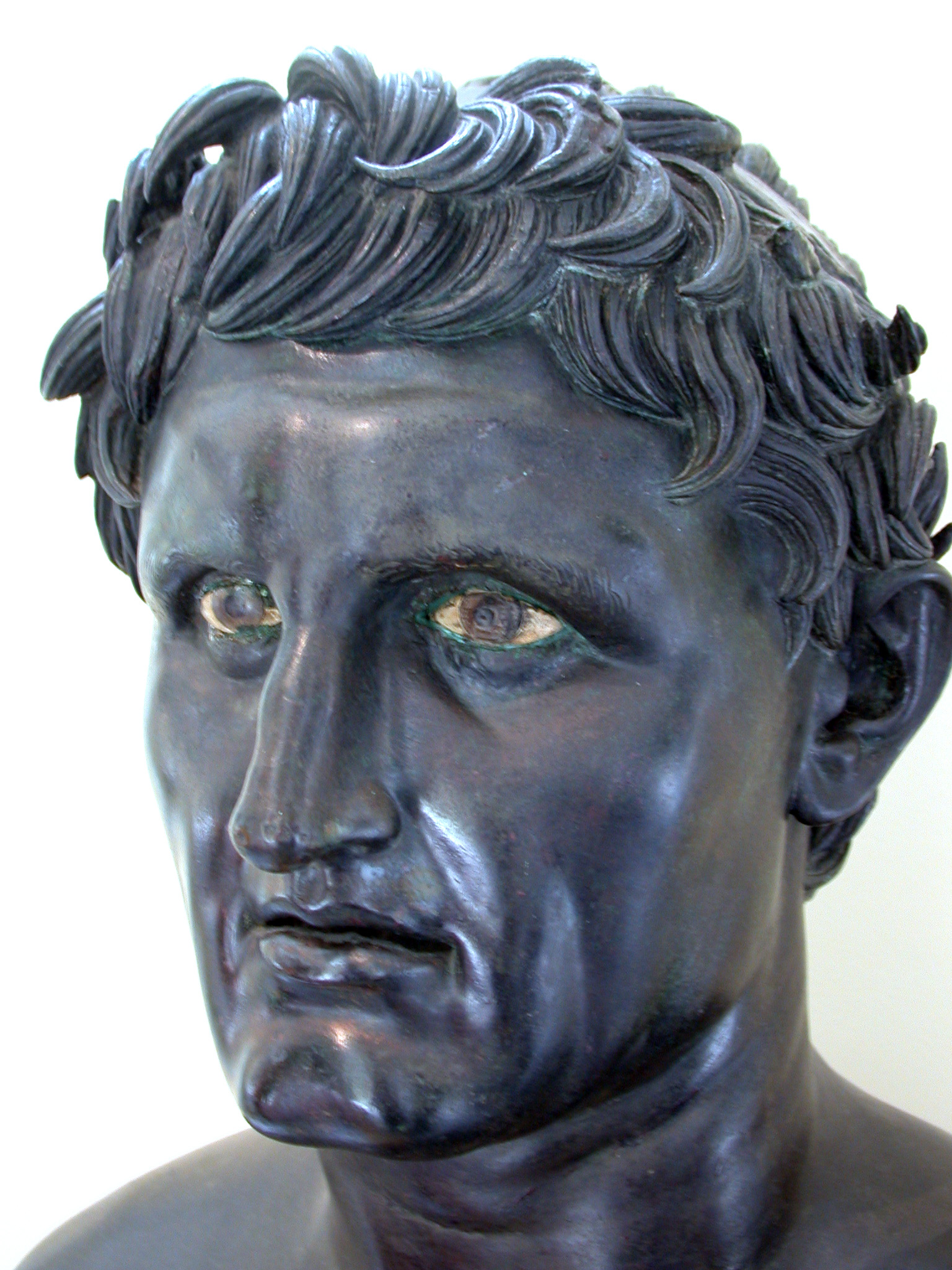
تمثال رأسي لسلوقس الأول الملقب بالمنصور، آخر خلفاء الطبقة الأولى الأصليين وقد بقي حتى عام 281 ق م

ملوك طوائف الإسكندر أو خلفاء طوائف الإسكندر (الجمع اللاتيني: Diadochī من اللفظة اليونانية: Διάδοχοι والتي تعني «الخلفاء») هم الخصوم المصارعون، من قادة عسكريين وأقارب وأصدقاء الإسكندر الأكبر، الذين سعوا لأن يحكموا امبراطوريته بعد موته في عام 323 ق.م. في الحروب المعروفة بحروب ملوك الطوائف وقد كانت بداية ملؤها الاضطرابات للحقبة الهلنستية.

## خلفية الأحداث
عندما مات الإسكندر الأكبر (10 يونيو، 323 ق م)، ترك خلفه إمبراطورية كبرى تألفت بشكل أساسي من أقاليم شبه مستقلة. وقد امتدت إمبراطورية الإسكندر من منشأه في مقدونيا، والدول المدن الإغريقية التي أخضعها والده ووصولاً إلى باخترة وأجزاء من الهند في الشرق. وقد ضمت أجزاء من منطقة البلقان المعاصر، وهضبة الأناضول وبلاد الشام ومصر وبلاد الرافدين (بابل)، ومعظم أجزاء فارس المنهارة، ما عدا بعض الأراضي التي تبعت الأخمينيين في آسيا الوسطى.

## صراع توحيد السلطة

### إتفاقية قسمة بابل

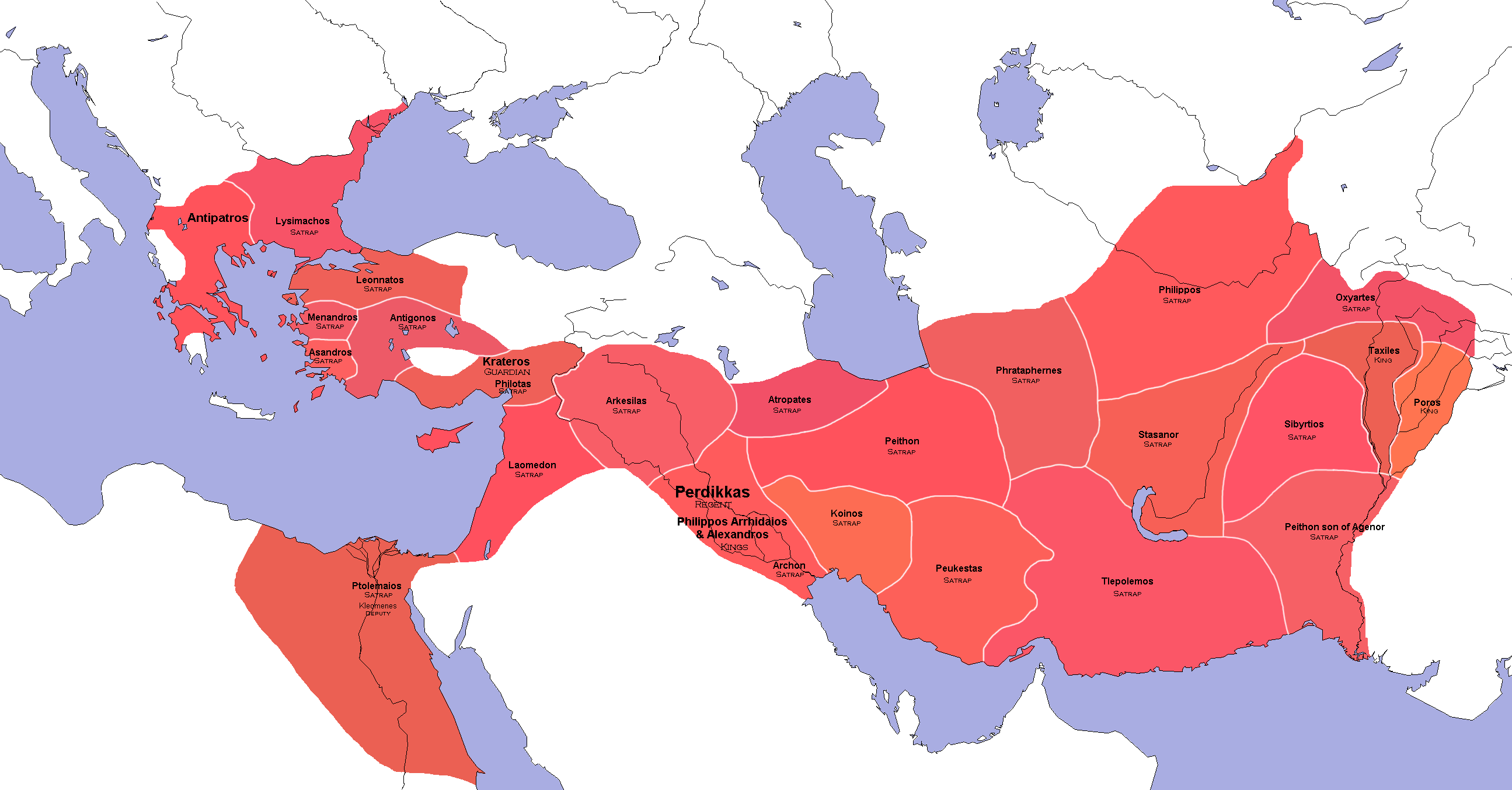
تقسيم الإمبراطورية المقدوينة إلى سطربيات وممالك صغرى بعد قسمة تسوية بابل في عام 323 ق م

حدث خلاف داخلي مباشر بعد موت الإسكندر، ذلك أنه لم يسمِّ وريثاً له. فقام مليغروس والمشاة بدعم ترشيح الأخ غير الشقيق للإسكندر، فيليبوس الثالث أرياديوس، بينما قرر بيرديكاس، القائد الأعلى لسلاح الفرسان، انتظار ولادة جنين الإسكندر في رحم زوجته روكسانا. فتم الإتفاق على تسوية، بأن يصبح أرياديوس ملكاً (فصار فيليب الثالث لقبه)، وأن يحكم بصحبة ابن روكسانا، على فرض أن المولود هو ذكر (وقد كان كذلك، وصار اسمه الإسكندر الرابع). وتقرر أن يصبح بيرديكاس الوصي على الإمبراطورية كافة، على أن يكون مليغروس ملازمه. إلا أن بيرديكاس أمر بقتل مليغر وقادة المشاة الآخرين، وتفرد بالإمرة الكاملة.
وقد كوفئ قادة الفرسان الآخرين الذين أيدوا بيرديكاس في اتفاقية قسمة بابل بمنحهم السطرفيات من أنحاء الامبراطورية المختلفة. فحصل بطليموس على مصر، وحاز لاوميدونen على سوريا وفينيقيا، وأخذ فيلوتاسen إقليم قيليقيا، وأخذ بيثون، وحصل أنتيغونوس على فريجيا وليكيا وبامفيليا، وحاز أساندرen على كاريا، وميناندرen على ليديا، وحصل ليسيماخوس على ثراقيا، ونال ليوناتوسen فريجيا الهلسبونتيةen، ونيوبطليموس حصل على أرمينيا. وتقرر أن تبقى مقدونيا وبقية اليونان تحت الحكم المشترك لـ أنتيباتر، الذي كان قد حكمها وصاية عن الإسكندر خلال حملته، ثم عن كراتيروس، ملازم الإسكندر الأكثر قدرة وقوة، كما تقرّر أن يحصل أمير سر الإسكندر الكبير، يومينيس الكارديen على كبادوكيا وبافلاغونيا.
وإلى الشرق، أبقى بيرديكاس في الغالب، ترتيبات الإسكندر على حالها - إذ اتفق أن يحكم الملك تكسيليسen وپوروسen على ممالكهما، وحكم أبو زوجة الإسكندر وخشاردen قندهارا fa en، وحكم سيبيرتيوس en رخج (أراخوسيا) fa en و غدروزي fa en، وحكم ستاسانور en هريوا fa en ودرنغيانا fa en، وحكم فراتافرن en فرثيا وهيركانيا وپوكستاس حكم برسيس وطليبوليموس en تولى مسؤولية کرمانیة en، وحكم أتروبات en ميديا الشمالية، ونال أرخون en حكم بابل وحكم أركسيلاوس شمال بلاد الرافدين.

### ثورة اليونان
وفي الوقت نفسه، شجع خبر وفاة الإسكندر قيام ثورة في اليونان، وقد عرفت باسم الحرب اللمومية. فتوحدت أثينا مع مدن أخرى، وقاموا بمحاصرة أنتيباتر في قلعة مدينة لمياء. فأنجد أنتيباتر بقوة بعث بها ليوناتوس الذي فقتل في خضم إحدى المعارك، ولكن الحرب لم تنته حتى وصول كراتيروس على رأس أسطول بحري هزم به الأثينيين في معركة كرانون en في 5 أيلول، من عام 322 ق م. ولبعض من الوقت، أتى ذلك بحد للمقاومة اليونانية لهيمنة مقدونيا. وفي الوقت نفسه، قمع بيثون ثورة بين المستوطنين اليونانيين في الأجزاء الشرقية من الإمبراطورية، وقام كلاً من بيرديكاس ويومينيس بإخضاع تمرد كبادوكيا.

### حرب ملوك الطوائف الأولى، (322-320 ق م)
ولكن سرعان ما اندلعت الصراعات بين القادة. فقد أدى زواج بيرديكاس من كليوباترا شقيقة الإسكندر إلى قيام أنتيباتر وكراتيروس، أنتيغونوس، وبطليموس للتوحد في تمرد مشترك. فاندلعت الحرب الفعلية بسرقة بطليموس لجثمان الإسكندر، وتهريبه خفية إلى مصر. وعلى الرغم من هزيمة يومينيس للمتمردين في آسيا الصغرى، في معركة قُتل فيها كراتيروس، فإنها كانت خسارة كلية، إذ قتل برديكاس ذاته على يد قادته الخاصين بيثون وسلوقس وأنتيجينيسen خلال اجتياحهم مصر.
توافق بطليموس مع قتلة بيرديكاس، مما جعل بيثون وأرياديوس أوصياء على المنطقة، ولكن سرعان ما توصل هؤلاء إلى تفاهمات جديدة مع أنتيباتر في معاهدة تريپاراديسيوس. فجُعل فيها أنتيباتر وصياً على الإمبراطورية، ونُقل بموجبها الملكين إلى مقدونيا. وبقي أنتيغونوس مسؤولا عن فريجيا وليكيا وبامفيليا، وأضيفت عليها ليكاونيا. واحتفظ بطليموس بمصر، وليسيماخوس بتراقيا، بينما تم منح قتلة بيرديكاس الثلاثة: سلوقس وبيثون وأنتيجينيس أقاليم بابل وميديا وسوسيانا على التوالي. وحصل أرياديوس، الوصي السابق، على فريجيا الهلسبونتية. وألقيت مهمة اجتثاث يومينيس، مؤيّد بيرديكاس على عاتق أنتيغوناس. وبهذ، احتفظ أنتيباتر لنفسه بالسيطرة على أوروبا، في حين احتل أنتيغوناس منصباً مماثلاً في آسيا، كونه زعيم أكبر جيش إلى شرق الدردنيل.

### موت أنتيباتر
بعد وقت قصير من القسمة الثانية، وفي عام 319 ق م، مات أنتيباتر بعد أن كان واحدا من القلة المتبقية الذي امتلكوا الهيبة والدراية الكافية لشد أوصال الامبراطورية معاً. وبعد وفاته، بدأت نذر تفتت الإمبراطورية تتضح بصورة أكثر جدية. فاندلعت الحرب مرة أخرى، بعد وفاته في عام 319 ق م. وكان أنتيباتر قد أعلن عن بوليبيرخون خلفاً له، مهملاً ابنه كاسندر. فاندلعت حرباً أهلية بعدها بقليل في مقدونيا واليونان بين بوليبيرخون وكاسندر، فأيّد الثاني كل من أنتيغوناس وبطليموس. وتحالف بوليبيرخون مع يومينيس في آسيا، ولكنه طُرد من مقدونيا على يد كاسندر، وهرب إلى إبايروس مع الملك الرضيع الإسكندر الرابع وأمه روكسانا. وفي إبايروس ضم قواته إلى قوات أوليمبياس والدة الإسكندر، فاحتلوا معا مقدونيا مرة أخرى. وفي انتظارهم كان هناك جيش بقيادة الملك فيليب أرياديوس وزوجته يوريديك اen، فانشق الجيش على الفور، تاركاً الملك ويوريديس تحت رحمة أوليمبياس التي لم تكن تعرف الرحمة، فقتلتهم (في عام 317 ق م). إلا أن الأمر انقلب عليها بعد فترة، وكان كاسندر هو من ظفر بالرئاسة، فاسر ثم قتل أوليمبياس، وأحكم سيطرته على مقدونيا، والملك الصبي وأمه.

## الإنحدار والسقوط
كُتب لهذا التقسيم أن يستمر لقرن من الزمان، قبل أن تنهار الأسرة الأنتيغونية أخيرا خاضعة لروما، وإنهاك السلوقيين من قبل الفرثيين القادمين من جهة بلاد فارس، وقد أجبرهم الرومان على التخلي عن السيطرة في آسيا الصغرى. إلا أن جيب سلوقي متمثل في مملكة حكمت في سوريا حتى قضى عليها بومبي بشكل نهائي في عام 64 ق م. أما البطالمة فقد استمروا لفترة أطول في الإسكندرية كمملكة عميلة تابعة لروما. ثم أخيراً ألحقت مصر إلى روما في 30 ق م.